# Door, Door
Door, Door è il primo album in studio del gruppo musicale australiano The Birthday Party, pubblicato nel 1979 a nome The Boys Next Door.

## Tracce
1. The Nightwatchman – 2:07
2. Brave Exhibitions – 2:27
3. Friends of My World – 2:46
4. The Voice – 2:55
5. Roman Roman – 1:35
6. Somebody's Watching – 2:39
7. After a Fashion – 4:36
8. Dive Position – 2:47
9. I Mistake Myself – 4:31
10. Shivers – 4:34

## Formazione
- Phill Calvert - batteria
- Nick Cave - voce
- Mick Harvey - chitarra (1-7), piano (8-10)
- Rowland S. Howard - chitarra (6-10)
- Tracy Pew - basso